# Za Humny (Orlická tabule)
Za Humny (355 m n. m.) je vrch v okrese Náchod Královéhradeckého kraje. Leží asi 0,5 km severně od vsi Miskolezy na jejím katastrálním území.

## Geomorfologické zařazení
Geomorfologicky vrch náleží do celku Orlická tabule, podcelku Úpsko-metujská tabule a okrsku Českoskalická plošina.
Podle podrobnějšího členění Balatky a Kalvody náleží vrch do okrsku Českoskalická tabule a podokrsku Ratibořická plošina.